# Pannónia (sajt)
A Pannónia magyar sajtfajtát gyakran az ementáli magyar megfelelőjeként említik.
Hagyományos keménysajt kissé diós aromával. Ementáli sajtot Magyarországon először az 1908-ban alapított Stauffer és Fiai Közkereseti Társaság gyártott. 1955-ben már szabványosították a Pannóniát, de egészen 1981-ig még ementáli néven került forgalomba. Az 1981-es svájci–magyar államközi szerződés értelmében azonban nem használhatták az ementáli nevet, ezért változtatták meg Pannóniára. 1998-tól új csomagolással árusítják. Egy ideig a Tihanyi Válogatás márkakínálatában volt.
Érdekesség, hogy a svájciak igyekeztek kiterjeszteni ezt a tilalmat más országokra, és általános jelleggel is megpróbálták levédetni ún. eredetjelölő trade marknak az ementáli (németül: Emmentaler) elnevezést, az Európai Unió Bírósága (EUB) azonban nem adott helyt a kérelemnek. Az ementáli sajtnak az uniós tagországok piacain továbbra sem kell a svájci Bern kantonban fekvő Emmental nevű völgyből származnia. (Ez a sajt arról a helyről, a svájci Emme folyó völgyéről kapta a nevét, ahonnan elterjedt.) Az Európai Unió Bírósága 2023-as ítélete szerint az ementáli elnevezés nem utal földrajzi eredetre, hanem egy bizonyos típusú sajtra, és nem kaphat uniós trade mark védettséget.